# Celtidia
Celtidia is een monotypisch geslacht van schimmels uit de familie Zopfiaceae. Het bevat alleen Celtidia duplicispora.